# Natatolana pilula
Natatolana pilula är en kräftdjursart som först beskrevs av Barnard1955.  Natatolana pilula ingår i släktet Natatolana och familjen Cirolanidae. Inga underarter finns listade i Catalogue of Life.